# Xã Hughes, Quận Nodaway, Missouri
Xã Hughes (tiếng Anh: Hughes Township) là một xã thuộc quận Nodaway, tiểu bang Missouri, Hoa Kỳ. Năm 2010, dân số của xã này là 426 người.